# António Roberto de Barros Leitão e Carvalhosa

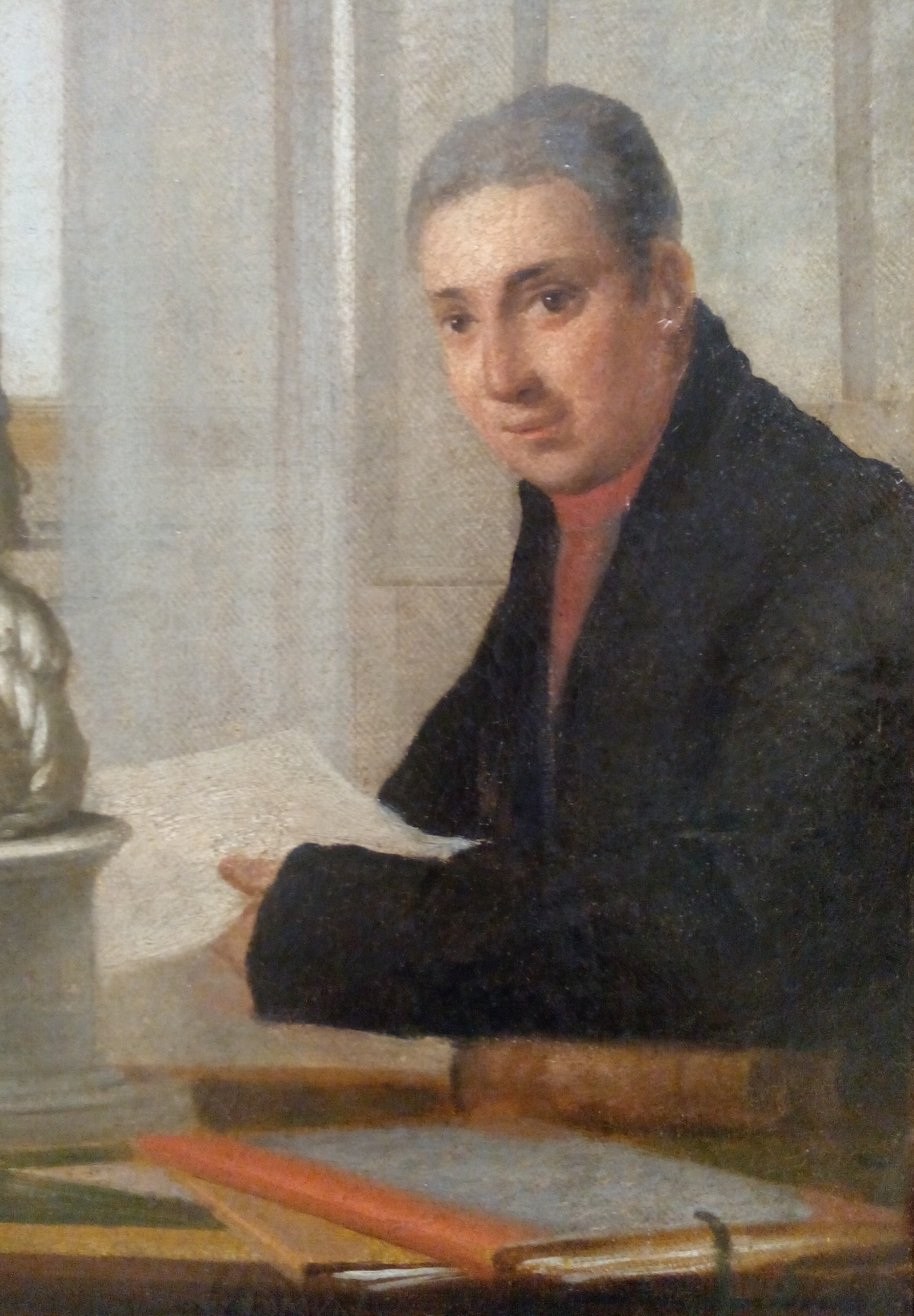
O Arcebispo de Adrianópolis, em pormenor de quadro de Domingos Sequeira (1816).

D. António Roberto de Barros Leitão e Carvalhosa (7 de Junho de 1763 — 1829), foi um prelado português. Irmão de João Diogo de Barros Leitão de Carvalhosa (mais tarde, primeiro Visconde de Santarém), D. António formou-se em em Cânones pela Universidade de Coimbra (1788), foi eleito arcebispo de Adrianópolis em 1811, e subiu à dignidade de Par do Reino nominal, embora não efectivo, em 1826.
Numa edição da Gazeta de Lisboa (N.º 212, 1817), surge como "Arcebispo Eleito de Adrianópolis, do Conselho d'El-Rei Meu Senhor, Monsenhor Prelado da Santa Igreja Patriarcal, Presidente da Real Capela da Bemposta, Provisor e Vigário-Geral do Grão Priorado do Crato, e Juiz Conservador-Geral dos Privilegiados da Sagrada Religião de Malta, pelo mesmo Senhor que Deus Guarde, etc."